# Dithioničitan draselný
Dithioničitan draselný (nezaměňovat s hypotetickým thiosiřičitanem draselným (K2S2O2)) je nažloutlá anorganická chemická látka se vzorcem K2S2O4.

## Výroba a reakce
Laboratorně je možno tuto látku připravit reakcí hydrogensiřičitanu draselného s kovem, zejména zinkem:

2 KHSO3 + Zn → K2S2O4 + Zn(OH)2

Je to inhibitor polyfenoloxidázy. Je to nebezpečná látka, proto má UN kód UN 1929. Při styku s vodou a zejména kyselinami v nevelkém množství může dojít k samovznícení, navíc s uvolněním toxických, korozivních a dráždivých látek, zejména oxidu siřičitého. Při značném přebytku vody ale nebezpečí vznícení nehrozí. Přesto se voda k hašení nedoporučuje.

## Podobné sloučeniny
- Thiosiřičitan draselný (K2S2O2)
- Disiřičitan draselný (K2S2O5)
- Dithionan draselný (K2S2O6)
- Dithiosiřičitan draselný (Na2S3O)
- Diselenoničitan draselný (K2Se2O4)
- Dithioničitan sodný (Na2S2O4)
- Dithioničitan lithný (Li2S2O4)